# Mote con huesillo

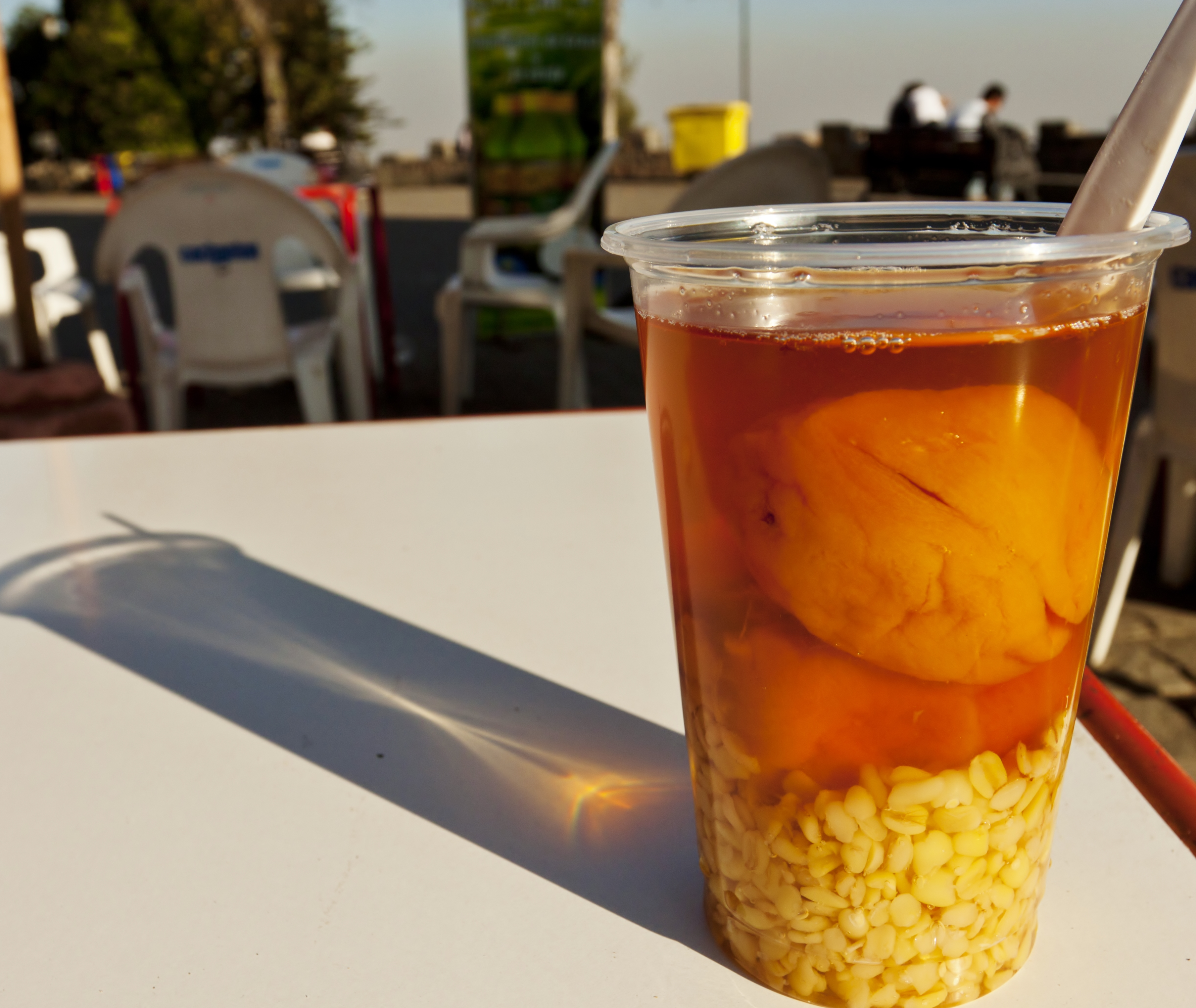
En söt och svalkande dryck från Chile.

Mote con huesillo är en traditionell alkoholfri chilensk dryck. Den består av en blandning av karamelliserad juice med vetekorn (mote) och torkad persika (huesillos) och säljs vanligtvis i gatustånd eller rullande vagn. När drycken serveras utan persikan kallas den "descarozados". I andra varianter serveras den med torkade plommon eller ersätts sockret med honung. I brist på torkad persika kan den serveras med konserverad persika. Drycken serveras vanligtvis kall i ett högt glas med sked för att göra det lättare få upp vetet och dela persikan.

## Tillagning
De torkade persikorna sköljs och blötläggs under natten, så att de mjuknar. Därefter kokas de i en halvtimme i vatten med socker och kanelstång. I vissa recept tillsätts apelsinskal och kryddnejlika. Parallellt med detta kokas vetet. Alla ingredienser blandas sedan samman och serveras kallt.

## Historia
Drycken uppkom efter att conquistadorerna tog med sig vete till Sydamerika. Människorna från Anderna använde sig därefter av vete till mjöl och i matlagning.

## Kuriosa
Uttrycket "Mas chileno que el mote con huesillo" (översatt till "Mer chilensk än mote con huesillo") refererar till denna dryck. 